# Wola Wąkopna
Wola Wąkopna – wieś w Polsce położona w województwie świętokrzyskim, w powiecie kieleckim, w gminie Raków.
| SIMC    | Nazwa      | Rodzaj    |
| ------- | ---------- | --------- |
| 0266146 | Górki      | część wsi |
| 0266152 | Kierdony   | część wsi |
| 1017132 | Pastwiska  | część wsi |
| 0266169 | Przymiarki | część wsi |
| 0266175 | Wiszowiec  | część wsi |
| 1017178 | Zapole     | część wsi |

W latach 1975–1998 miejscowość administracyjnie należała do województwa kieleckiego.